# Carnival Dream
El Carnival Dream es un crucero de la clase Dream operado por Carnival Cruise Line. Es el primer barco de su clase, que incluye a  Carnival Magic, Carnival Breeze y Costa Diadema. Construido por Fincantieri en su astillero Monfalcone en Friuli-Venezia Giulia, en el norte de Italia.
Con 128.250 toneladas, el Carnival Dream fue en su momento el crucero Carnival más grande. Perdió este título ante el Carnival Magic, cuando entró en servicio en 2011.